# Draonier
Draonier (italià Dronero, piemontès Droné) és un municipi italià, situat a la regió del Piemont. L'any 2007 tenia 7.151 habitants. Està situat a la Val Maira, dins de les Valls Occitanes. Limita amb els municipis de Buscha, Caraglio, Cartinhan, Castelmagno, Montemale di Cuneo, Monterosso Grana, Pradleves, Roccabruna, San Damiano Macra i Villar San Costanzo.

## Administració
| Període | Identitat         | Partit        |
| ------- | ----------------- | ------------- |
| 2004-   | Giovanni Biglione | Llista cívica |